# Union Evangelischer Kirchen

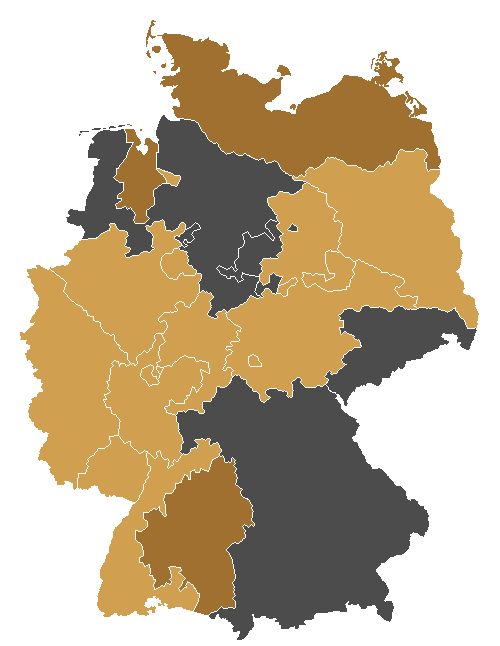
Mitgliedskirchen der UEK in hellbrauner, Kirchen mit Gaststatus in dunkelbrauner Farbe (Stand: 2007). Die Evangelisch-reformierte Kirche (Bayern und Nordwestdeutschland) ist nicht dargestellt.

Die Union Evangelischer Kirchen in der Evangelischen Kirche in Deutschland (UEK) ist ein Zusammenschluss von zwölf evangelischen Landeskirchen.

## Mitgliedskirchen
- Evangelische Landeskirche Anhalts
- Evangelische Landeskirche in Baden
- Evangelische Kirche Berlin-Brandenburg-schlesische Oberlausitz
- Bremische Evangelische Kirche
- Evangelische Kirche in Hessen und Nassau
- Evangelische Kirche von Kurhessen-Waldeck
- Lippische Landeskirche
- Evangelische Kirche der Pfalz (Protestantische Landeskirche)
- Evangelische Kirche in Mitteldeutschland, gleichzeitig Mitglied der VELKD
- Evangelisch-reformierte Kirche
- Evangelische Kirche im Rheinland
- Evangelische Kirche von Westfalen

Der UEK gehören somit vornehmlich unierte bzw. reformierte Landeskirchen der Evangelischen Kirchen in Deutschland (EKD) an.
Gaststatus haben folgende Kirchen und gliedkirchlichen Zusammenschlüsse:
- Evangelisch-Lutherische Kirche in Oldenburg
- Evangelische Landeskirche in Württemberg
- Evangelisch-Lutherische Kirche in Norddeutschland
- Reformierter Bund

## Geschichte
Die UEK wurde am 1. Juli 2003 errichtet. Sie löste die bisherige Evangelische Kirche der Union (EKU) und die Arnoldshainer Konferenz ab. Der EKU hatten die Landeskirchen, die aus den Kirchenprovinzen der ehemaligen preußischen Landeskirche hervorgegangen waren („Altpreußische Union“), angehört; zur Arnoldshainer Konferenz hatten sich 1967 mehrere unierte und reformierte Landeskirchen zusammengeschlossen. Da die Pommersche Evangelische Kirche Mitglied der UEK gewesen war und diese Verbindung mit den anderen Unionskirchen nicht aufgeben wollte, wurde der Evangelisch-Lutherischen Kirche in Norddeutschland, zu der die Pommersche Kirche 2012 mit der Evangelisch-Lutherischen Kirche in Mecklenburg und Nordelbien fusioniert war, ein Gaststatus in der UEK eingeräumt.
Gemäß Artikel 1 Absatz 1 ihrer Grundordnung ist die UEK eine Körperschaft des öffentlichen Rechts (KdöR), da sie den Rechtsstatus der EKU als KdöR fortsetzt. Ihr Sitz war zunächst Berlin bei der bisherigen Kirchenkanzlei der EKU, seit 2007 ist Sitz der UEK Hannover.
Im November 2022 beschloss die UEK die mittelfristige Eingliederung ihrer Organisationsstruktur in die EKD.

## Organe, Ausschüsse und Amtsstelle
Die Organe der UEK sind die Vollkonferenz und das Präsidium.
Die Vollkonferenz setzt sich aus 81 gewählten Synodalen aus den zwölf Mitgliedskirchen, berufenen Synodalen sowie nicht stimmberechtigten Gastmitgliedern aus den Gastkirchen der UEK zusammen. Die Mitglieder der Vollkonferenz werden auf sechs Jahre von den Mitgliedskirchen gewählt. Sie tagt in der Regel einmal im Jahr und wählt einen Vorsitzenden und zwei Stellvertreter, die auch den Vorsitz im Präsidium führen. Zum Vorsitzenden der UEK wurde am 7. Mai 2021 der Kirchenpräsident der Evangelischen Kirche in Hessen und Nassau, Volker Jung, gewählt. Seine Stellvertreter sind Kirchenpräsidentin Dorothee Wüst der Pfälzer Landeskirche und Oberlandeskirchenrat Jan Lemke von der Evangelischen Kirche in Mitteldeutschland. Die Vollkonferenz ist das „Parlament“ der Union. Sie hat alle grundlegenden Entscheidungen zu treffen (Artikel 5 Absatz 1 der Grundordnung der UEK), insbesondere Kirchengesetze zu verabschieden bzw. Kirchengesetzen der EKD für die UEK zuzustimmen und den Haushaltsplan der UEK zu beschließen.
| Amtszeit  | Vorsitzender der Vollkonferenz                   |
| --------- | ------------------------------------------------ |
| 2003–2013 | Landesbischof Ulrich Fischer (Baden)             |
| 2013–2021 | Kirchenpräsident Christian Schad (Pfalz)         |
| seit 2021 | Kirchenpräsident Volker Jung (Hessen und Nassau) |

Die Mitgliedskirchen entsenden je einen Vertreter in das Präsidium der UEK, die Gastkirchen entsenden einen nicht stimmberechtigten ständigen Gast. Außerdem gehört die Leiterin des Amtes der UEK dem Präsidium an. Das Präsidium führt zwischen den Tagungen der Vollkonferenz die Geschäfte der UEK und bereitet deren Tagungen und Beschlüsse vor. Es ist darüber hinaus für alle Aufgaben zuständig, die nicht der Vollkonferenz vorbehalten sind. Es führt die Fachaufsicht über das Amt der UEK, trifft zahlreiche Beschlüsse auf untergesetzlicher Ebene und schließt Vereinbarungen für die UEK ab. Es kann in Eilfällen gesetzesvertretende Verordnungen erlassen, die von der Vollkonferenz auf der nächsten Tagung bestätigt werden müssen, andernfalls verlieren sie ihre Gültigkeit.
Zur Unterstützung ihrer Arbeit bedienen sich Vollkonferenz und Präsidium zweier ständiger Ausschüsse, des Theologischen und des Rechtsausschusses, sowie eines eingerichteten Ausschusses, des Liturgischen Ausschusses. Die Mitglieds- und Gastkirchen entsenden Mitglieder, in den Theologischen Ausschuss werden vom Präsidium zudem Hochschullehrer der evangelischen Theologie aus dem Gebiet der Mitgliedskirchen berufen.
Die Verwaltung der UEK wurde bis Ende 2006 in der Kirchenkanzlei der UEK in Berlin geführt. Inzwischen ist die Amtsstelle in „Amt der UEK“ umbenannt worden und zur Verwaltungsvereinfachung beim Kirchenamt der Evangelischen Kirche in Deutschland in Hannover angesiedelt, welches aufgrund von Vereinbarungen auch zahlreiche Verwaltungsaufgaben für die UEK wahrnimmt. Damit endete die lange Geschichte der Kirchenkanzlei im Gebäude in der Jebensstraße in Berlin-Charlottenburg, das zuvor die Kirchenkanzlei der EKU und bereits seit 1912 deren Vorgänger, den Evangelischen Oberkirchenrat der Evangelischen Kirche der Altpreußischen Union beherbergte. In dieses Haus zog 2007 die Evangelische Seelsorge in der Bundeswehr ein.
Die Kirchengerichtsbarkeit der UEK nimmt seit 2010/2011 die Evangelische Kirche in Deutschland wahr.

## Aufgaben
Die Grundordnung definiert folgende Aufgaben für die Union Evangelischer Kirchen (Artikel 3 Absatz 1):
1. „grundlegende theologische Gespräche und Arbeiten zu den gemeinsamen Bekenntnissen und zu Fragen der Vereinigung von Kirchen anzuregen und voranzutreiben;
2. Fragen des Gottesdienstes, der Liturgik, der Ordination, des Verständnisses von Gemeinde, Dienst und Amt sowie des kirchlichen Lebens zu erörtern und Gestaltungsvorschläge zu entwickeln;
3. die Gemeinschaft innerhalb der Evangelischen Kirche in Deutschland, der Leuenberger Kirchengemeinschaft [heute: Gemeinschaft Evangelischer Kirchen in Europa] und der weltweiten Ökumene zu fördern;
4. rechtliche Regelungen zu entwerfen, Kirchengesetze zu beschließen und sich darum zu bemühen, dass diese möglichst gleich lautend in den Mitgliedskirchen umgesetzt werden;
5. Aus- und Fortbildung für theologische und nichttheologische kirchliche Mitarbeiter zu planen und durchzuführen;
6. Begegnungstagungen zu veranstalten, Gemeindepartnerschaften zu vermitteln und ökumenische Begegnungen zu koordinieren;
7. durch einen geregelten Besuchsdienst die Gemeinschaft untereinander zu fördern.“

Für einige Aufgabenfelder werden gemeinsame Regelungen getroffen; gemäß Artikel 6 Absatz 4 der Grundordnung sind dies:
1. „die Ordnungen der Gottesdienste und Amtshandlungen“, hierfür erarbeitet die UEK gemeinsam mit der VELKD Agenden;
2. „die Vorbildung und Anstellungsfähigkeit sowie die dienstrechtlichen Verhältnisse der kirchlichen Mitarbeiterinnen und Mitarbeiter“, so hat die UEK beispielsweise das Pfarrdienstgesetz der EKD übernommen, das in den Mitgliedskirchen durch Ausführungsgesetze konkretisiert wird;
3. „das Verfahren bei Beanstandung der Lehre“ (Lehrbeanstandungsverfahren)[3]
4. „die kirchliche Gerichtsbarkeit“, hier hat die UEK die EKD-Gesetze übernommen und deren Kirchengerichte beauftragt.

In den jeweils zugehörigen Ausführungsrechtsakten der Mitgliedskirchen wird deren Traditionen Rechnung getragen. Daher erscheint die Umsetzung der gemeinsamen Aufgaben in den verschiedenen Landeskirchen zuweilen recht unterschiedlich.

## Einrichtungen und Tätigkeitsfelder
- Berliner Dom
- Europäische Bibeldialoge
- Evangelische Forschungsakademie
- Historische Kommission zur Erforschung des Pietismus
- Kloster Stift zum Heiligengrabe
- Evangelisches Predigerseminar Wittenberg
- Schwesternschaft der Evangelischen Frauenhilfe Potsdam/Stralsund
- Evangelisches Zentralarchiv in Berlin (in Trägerschaft von EKD und UEK)